# 香港復康會
香港復康會（英語：The Hong Kong Society for Rehabilitation），成立於1959年，由香港著名骨科醫生，有「香港復康之父」之稱的方心讓爵士所創辦的非牟利慈善機構，是本港歷史最悠久以復康為主題的慈善團體，提供的一條龍復康服務，每年受恵人次逾130萬。

## 歷史
1959年香港復康會正式創立。

### 1960及70年代
1962年「戴麟趾夫人復康院」正式啟用，位於九龍藍田，是香港首間可供病人入住的醫療復康院，亦是香港首座無障礙建築物及輪椅運動的起源地，亦擁有香港首個標準水療池，至今仍然運作。
1978年開始復康巴士服務，為行動不便的殘疾人士提供無障礙交通服務，讓他們擴大活動範圍，方便他們工作、上學、接受訓練及參與社交活動。

### 1980年代
1983年: 組成「復康義務工作隊」，為殘疾人士組織各類康樂活動，開拓社交生活。
1984年: 成立第二所醫療復康院，命名「麥理浩復康院」。
1986年: 復康會獲世界衛生組織委任為復康協作中心，為亞太區提供復康培訓及諮詢服務。

### 1990年代
1994年成立「社區復康網絡」，為殘疾人士、長期病患者及其家屬提供以社區為本的復康服務，並支援多個病人自助互助組織。
1994年成立職業復康及再培訓中心，為殘疾人士及慢性病患者提供職業復康、培訓及輔助就業服務。
1995年香港復康會與[香港弱能兒童護助會]合作，從美國引進街坊小子木偶劇場。劇場到訪過千間中小學及機構，舉行不同主題的木偶劇表演，教導兒童及青少年關愛社會的價值觀，推廣傷健共融的信息。
1997年成立社企華康便利店有限公司，除了聘用殘疾人士，更為他們提供就業及培訓。時至今日，華康以「營康薈」品牌開設八間實體店及一間網店，處於各大醫院、商場及港鐵站。

### 千禧年代
2001年成立鄭德炎日間復康護理中心，是全港首間專為中風、腦受損及患有認知障礙症的人士提供多元化復康治療及護理的日間中心。
2001年成立易達旅運有限公司，提供由醫院管理局委託承辦的「長者接載服務」，接載有行動困難的長者往返公立醫院及診所覆診。
2003年成立易達旅遊有限公司，為公眾及殘疾人士提供一站式境內及境外的旅遊服務及推廣無障礙旅遊。
2004年成立「適健中心」，為市民提供陸上及水中物理治療、健體班及健康管理等服務。
2006年成立深圳首間跨境養老院舍：香港賽馬會深圳復康會頤康院（页面存档备份，存于），提供一站式的復康護理安老服務。
2008年成立易達轎車服務，為輪椅使用者提供個人化及便捷的無障礙轎車出租服務。
2010年成立利國偉日間復康護理中心，為腦部受損、患有認知障礙症或其他慢性疾病的患者提供多元化的復康、養生及醫療保健等服務。
2010年成立曾肇添護老院，為長者提供多元化及一站式住宿及健康護理服務。
2010年6月27日，香港復康會與關注癲癇症的團體宣佈正式將癲癇症改名為「腦癇症」，希望有助糾正市民的誤解。
2012年成立研究及倡議中心，統籌及發展本會的研究及倡議工作。
2016年獲得香港賽馬會資助，香港復康會推出康程式計劃，以線上線下混合模式教學及透過社區復康網絡活動推廣自我健康管理，同時提供慢性病及病人自助組織的資料。
2018年推出全港首個專為自助組織設計的網上平台織聚點SHOHUB，促進自助組織交流。
2019年香港無障礙旅遊指南升級至第四個版本，糅合360度全景攝影技術，並新增無障礙公眾洗手間的資訊。
2020年易達旅運有限公司與南區區議會合作，提供南區復康專線服務。
2021年於中西區、東區及沙田區設立「地區康健站」，提供以預防為本的基層醫療健康服務。
2022年香港復康會賽馬會樂齡互康園內設先進設備的日間復康中心已投入服務，提供高質素的個人化綜合復康服務。

## 架構
| 贊助人 林鄭月娥 女士 - 會長 方津生 醫生 副會長 陳麗雲 教授 - 義務司庫 鄧智源 先生 - 義務秘書 岑信棠 教授 義務法律顧問 李國維 大律師 核數師 大信梁學濂(香港)會計師事務所 | 執行委員會 - 主席 張偉良 先生 - 副主席 方敏生 女士 陳智軒 教授 莫關雁卿 博士 郭鍵勲 博士 司徒永富 博士 游寶榮 先生 | - 委員 陳麗雲 教授 鄭振輝 博士 張靄蓮 女士 錢平 醫生 方津生 醫生 方德生 醫生 何婉玲 女士 關國樂 博士 麥建章 醫生 吳家榮 醫生 潘德鄰 醫生 岑信棠 教授 鄧智源 先生 黃錦明 先生 | - 總裁 梁佩如 博士 - 總監（無障礙運輸及旅遊） 陸志強 先生 - 總監（復康） 廖潔嫻 女士 |

## 服務範圍

### 無障礙交通及旅遊

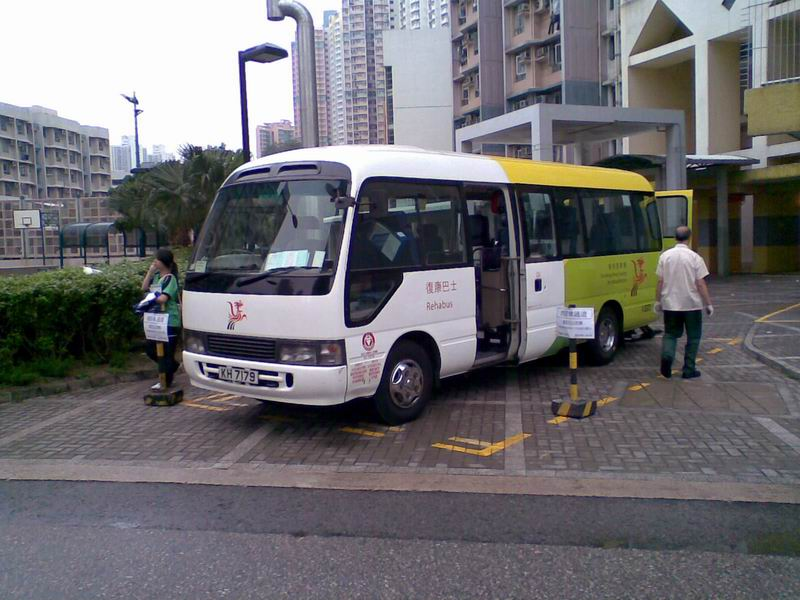
復康巴士
- 獲勞工及福利局資助，為不便使用公共運輸工具的殘疾人士提供無障礙交通服務，分別提供固定路線、電召服務及聯載服務等三個範疇。2020年，復康會共有164部復康巴士，巴士車廂設有自動升降板、上落客提示燈、固定輪椅安全鎖等，用以保障殘疾乘客的安全。

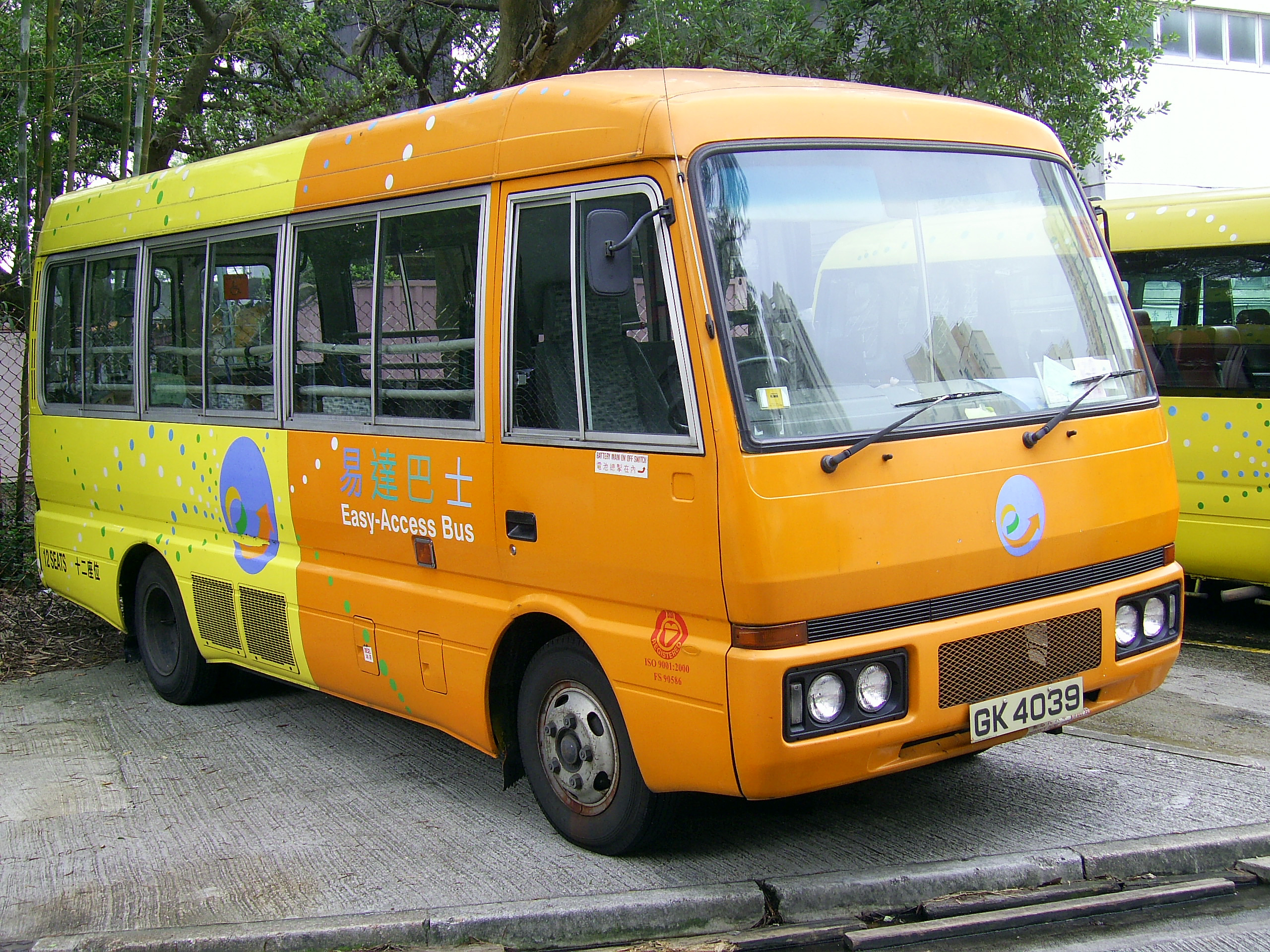
易達巴士
- 2001年9月1日正式投入服務，主要接送年滿65歲、行動不便之長者往返公立醫院及其診所覆診 ;2003年9月開始提供旅遊巴士租賃、為學生或公司員工提供接送、參觀、社區活動或會議之「無障礙旅遊巴士租賃服務」開始運作。

易達轎車
- 為輪椅使用者提供個人化及便捷的無障礙轎車出租服務，協助他們日常往返醫院、學校、工作地點、家庭、朋友聚會地方、公眾場所及旅遊景點等。

易達旅遊
- 為傷殘人士及行動不便長者提供一站式無障礙旅遊服務。

南區復康專線
- 「南區復康專線」為南區區議會其中一項社區重點項目，項目為期五年，旨在為行動不便的南區居民及其照顧者提供免費無障礙交通服務，往返區內公立醫院及醫療機構。除負責駕駛的車長外，「南區復康專線」的車輛上有護理員照顧乘客，以協助乘客上落、扣鎖輪椅及配戴安全帶。

### 復康
適健中心
- 復康會屬下自負盈虧的服務，致力協助市民增強健康，包括積極生活、健康及適健、治療及復康、專業教育及培訓。

鄭德炎日間復康護理中心
- 主要為中風及腦受損人士提供全面的復康治療及護理服務。

社區復康網
- 現時設有6個中心，主要成員是一班全職的專業醫護人員，包括社工、護士、物理治療師及職業治療師，推廣病人自助，為傷殘人士、長期病患者及其家屬提供社區關顧及支援服務。

「康程式」計劃
- 透過數碼平台和課室教學的混合模式，推廣自我健康管理。

無障礙生活自主學習計劃
- 協助殘疾人士及慢性病患者排除障礙，重新參與戶外活動，並慢慢建立信心，重新投入社區生活。

賽馬會安寧頌「安晴．生命彩虹」社區安寧照顧計劃
- 透過跨界別協作及社區動員，建立全人的社區安寧照顧服務模式，提升晚期病患者的生活質素，讓他們活得有尊嚴及有意義。

香港復康會義工隊
- 由一班熱心服務社會的人士組成，義工隊的成員來自各行各業，主要服務對象是殘疾人士。

街坊小子
- 自1995年首演的到校表演木偶劇，運用娛樂媒介教導學童關心社會、認識及接納別人，曾分別到訪香港多間小學，為逾萬名學生表演。

職業復康及再培訓中心
- 以一站式的服務，提供一系列的職業復康及再培訓課程予有需要之人士。

營康薈
- 復康會轄下社企，聘用傷殘人士及長期病患者作為店務助理，輔助他們重投社會公開就業，分店包括：

1. 營康薈網上商店
2. 復康用品直銷中心 -藍田復康徑；
3. 健康及有機產品專門店 - 油塘大本型；
4. 健康及有機產品專門店 - 柯士甸站；
5. 社區復康用品店 -李鄭屋商場；
6. 醫院復康用品店 -伊利沙伯醫院；
7. 醫院復康用品店 -九龍醫院；
8. 醫院復康用品店 -黃大仙醫院；
9. 醫院復康用品店 -天水圍醫院

### 持續照顧
利國偉日間復康護理中心
- 主要為中風人士、認知障礙症（前稱老年痴呆症、失智症）患者、骨科病症患者，體弱長者及其他有需要之慢性病患者提供全面的復康治療及護理服務。

曾肇添護老院
- 為有住宿需要、因體弱或疾病而需要照顧護理的長者，以及認知障礙症患者和中風病患者，提供一站式的持續照顧服務。全院共設113個床位，提供短期及長期住宿服務。

香港賽馬會深圳復康會頤康院
- 復康會籌建，位於深圳市鹽田港，一所融合護理安老、中西復康治療及適健養生的非牟利綜合院舍。該院自2014年起成為香港特區政府社會福利署【廣東院舍住宿照顧服務計劃】的院舍。

### 國內服務
世界衛生組織復康協作中心
- 於1986年獲世界衛生組織委任，於2012年第六次連任，是西太平洋區7所世界衛生組織復康協作中心的其中一員，主要在內地培訓復康人員，並透過考察及觀摩等促進內地及香港的復康經驗交流，其他工作包括宣傳、籌款、製作教材及為其他機構提供專業諮詢康復資訊及教材等。

；四川揚康中心
- 2008年汶川地震後，香港復康會在香港政府「支持四川地震災區重建工作信託基金」資助下，與四川大學華西醫院合作，成立「四川地震災區社區康復資源中心」，並於各地震災區設立社區康復網路點，推展社區康復服務。

### 研究及倡議
研究及倡議中心
- 2012年成立，研究範疇包括研究殘疾人士、長期病患者和長者相關之社會福利、公共衞生、復康及殘疾等事宜。

## 外部連結
- 香港復康會（页面存档备份，存于）
  - 易達旅遊（页面存档备份，存于）
  - 香港赛马会深圳复康会颐康院（页面存档备份，存于）
  - 適健中心（页面存档备份，存于）
  - 營康薈（页面存档备份，存于）